# Francis, il mulo parlante
Francis, il mulo parlante fu il mulo protagonista di sette commedie degli anni '50. Il personaggio nacque in un racconto dello scrittore David Stern, e presto la Universal Studios comprò i diritti per una serie di film, con adattamenti dello stesso Stern per la prima sceneggiatura, intitolata semplicemente Francis.

## Trama
Il libro e la serie di film si focalizzano sulle imprese di Francis, un esperto mulo dell'esercito degli Stati Uniti, e di Peter Stirling, il giovane soldato con cui fa amicizia e con cui resterà al ritorno alla vita civile e quando tornerà nuovamente a quella militare.
Nel film originale del 1950, il mulo si identifica al generale in comando come "Francis… 123º Distaccamento dei Muli… [matricola] M52519". Sui cartelloni pubblicitari appariva Donald O'Connor, l'interprete di Peter, ma la vera star fu senza dubbio Francis. Con una trama simile alla serie posteriore Mister Ed, Francis era solito parlare solamente con Peter, provocando così dei problemi al suo "padrone". 
Come indicano i titoli, ogni film ha differenti impostazioni e trucchi, esponendo il saggio e mondano mulo insieme all'ingenuo GI all'eccitamento di una pista, al mondo del giornalismo e in molti settori del mondo militare, da United States Military Academy al WAC o all'Us Navy. Comunque le basi delle trame sono abbastanza simili tra loro. Stirling, con i saggi ma sardonici consigli di Francis (derivati da conversazioni udite per caso di generali che preparano strategie o da discussioni con altri equini) riuscirà a sconfiggere la sua incompetenza. Tuttavia, inevitabilmente, viene obbligato a svelare che il suo consigliere è un mulo e diviene soggetto di analisi mentale (in alcuni casi anche più di una volta per film) fino alla grande rivelazione, quando Francis mostra il suo talento. La strabiliante esistenza di un mulo parlante è comunque opportunamente dimenticata nei film seguenti.

## Informazioni sui personaggi

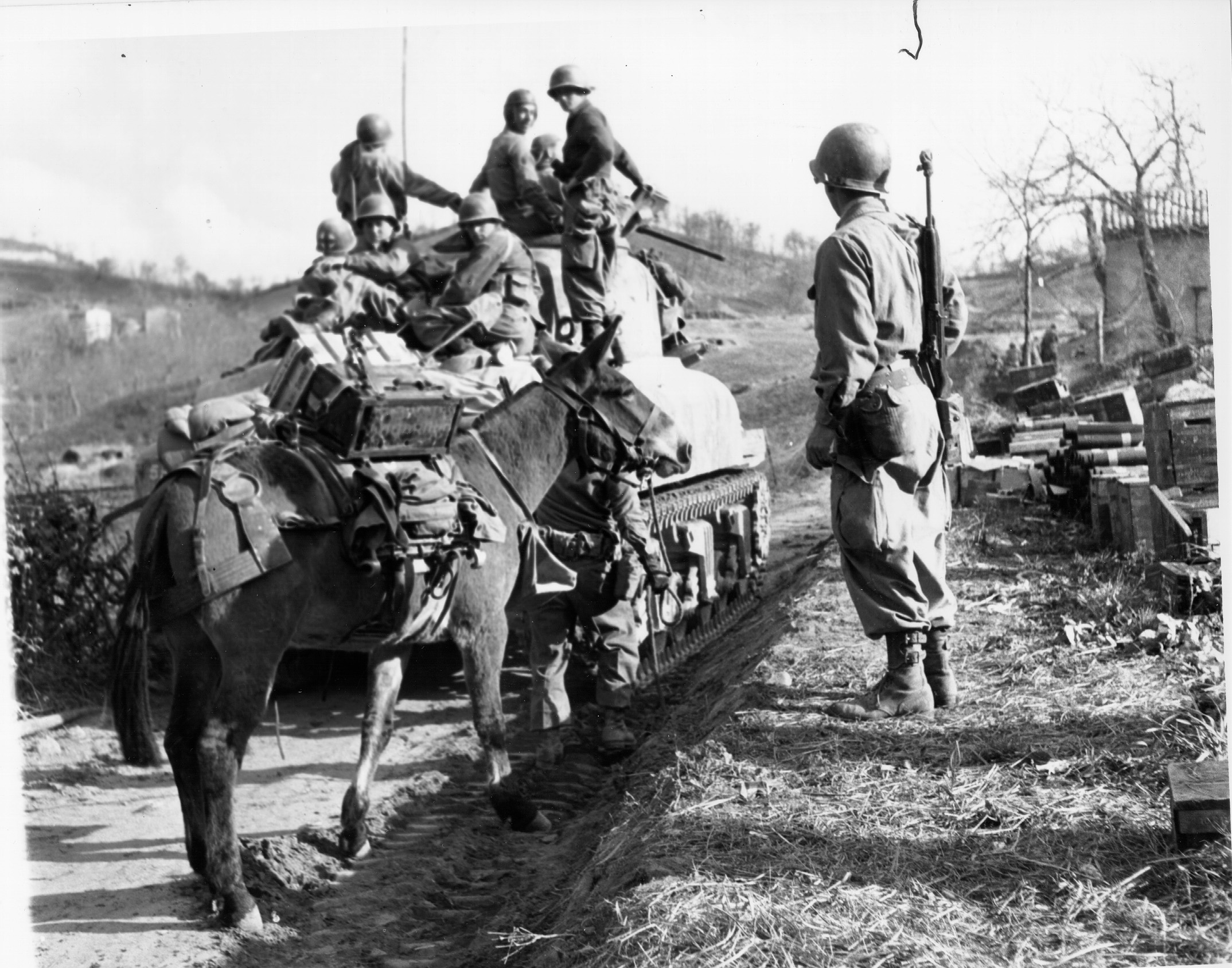
Un mulo dell' U.S. Army

La voce di Francis era quella dell'esperto doppiatore Chill Wills, la cui profonda, ruvida impostazione vocale insieme all'accento nasale western armonizzavano perfettamente con il personaggio cinico e sardonico del mulo. Come era consuetudine a quei tempi, Wills non ricevette mai un pagamento per la sua prestazione vocale, sebbene avesse partecipato al quinto film Francis Joins the WACS nel ruolo dello spavaldo generale Ben Kaye. Il mulo che appariva sullo schermo non era affatto un maschio, ma una femmina di nome Molly, selezionata perché docile. Secondo l'autrice Pauline Bartel, la Universal pagò solo 350 dollari per l'animale, mentre incassò milioni dalla serie di film. Molly è stata addestrata da Les Hilton, un ex apprendista di Will Rogers, che ha formato anche Bamboo Harvester, il cavallo che ha interpretato Mr. Ed. Per dare l'impressione che il mulo parlasse davvero, Hilton usava un filetto introdotto nella bocca dell'animale, che, tirato, faceva sì che Molly cercasse di rimuoverlo, muovendo così le labbra. La stessa tecnica usata per Mr. Ed.
In occasione del settimo ed ultimo episodio, Francis in the Haunted House, O'Connor lasciò la serie. Il critico cinematografico Leonard Maltin riportò come motivazione una frase dello stesso attore: "Quando tu giri sei film e il mulo riceve più posta dai fan che te...." Mickey Rooney sostituì O'Connor con un personaggio nuovo, ma simile, David Prescott. Vennero rimpiazzati anche Lubin e Chill Wills da Charles Lamont, per la direzione, e da Paul Frees, che riuscì a ricreare una voce molto simile a quella di Wills. Nessuna spiegazione fu fornita o abbozzata riguardo al perché Francis abbia abbandonato Peter Stirling e perché decise improvvisamente di diventare amico di Prescott. Persi gli elementi originali, l'episodio fu più debole e il meno seguito.

## Curiosità ed apparizioni
- I primi sei film furono diretti dal veterano della commedia della Universal Arthur Lubin, precedentemente conosciuto per la serie di Gianni e Pinotto, e che avrebbe proseguito producendo e dirigendo Mister Ed per la televisione.
- I primi quattro film di Francis sono stati editi in DVD negli Stati Uniti.
- Si dice che Francis abbia dato l'ispirazione per il titolo del secondo album della rock band The Mars Volta, Frances the Mute.
- Nel 1954 Francis interpretò un piccolo cameo con la voce di Marvin Miller nell'animazione How Now Boing Boing della United Productions of America, che aveva come protagonista Gerald McBoing Boing.
- David Stern e Frank Thomas scrissero la sceneggiatura per una striscia comica tra il 1952 ed il 1953, Francis, the Famous Talking Mule, illustrato da Cliff Rogerson, colui che disegnò inoltre Tee Vee Laffs (1957-58)

## Film
- Francis, il mulo parlante (Francis, 1950)
- Francis alle corse (Francis Goes to the Races, 1951)
- Francis all'Accademia (Francis Goes to West Point, 1952)
- Francis contro la camorra (Francis Covers the Big Town, 1953)
- Francis Joins the WACS (1954), inedito in Italia
- Francis in the Navy (1955), inedito in Italia
- Congiura al castello (Francis in the Haunted House, 1956)